# Cryptofusus cryptocarinatus
Cryptofusus cryptocarinatus là một loài ốc biển, là động vật thân mềm chân bụng sống ở biển trong họ Turbinellidae.